# Č (слово латинице)
Č је комбинација латиничког слова C и карон дијакритика. Č је четврто слово српске латинице. Осим у српском, слово се користи и у хрватском, бошњачком, словеначком, црногорском, чешком и словачком, литванском и летонском језику. У српском језику спада безвучне предњонепчане сугласнике. МФА вредност слова је /tʃ/.

## Употреба у разним језицима

### Чешки и словачки језик
Слово је уведено у 15. веку реформама Јана Хуса. И даље се користи у модерном чешком језику и словачком језику и пето је слово у чешкој абецеди и шесто у словачкој абецеди.

### Српски, хрватски и словеначки језик
Слово је увео Људевит Гај у 19. веку у абецеду из чешке абецеде.

### Македонски језик
Слово се користи у романизацији македонског језика и ћирилички еквивалент је слово Ч.

### Украјински језик
Слово се користи у ISO 1995 романизацији украјинског језика. Ћирилички еквивалент је слово Ч.

## Употреба у разним језицима
| Знак                      | Č                                   | Č                                   | č                                 | č                                 |
| ------------------------- | ----------------------------------- | ----------------------------------- | --------------------------------- | --------------------------------- |
| Назив у Уникоду           | ВЕЛИКО ЛАТИНИЧКО СЛОВО C СА КАРОНОМ | ВЕЛИКО ЛАТИНИЧКО СЛОВО C СА КАРОНОМ | МАЛО ЛАТИНИЧКО СЛОВО C СА КАРОНОМ | МАЛО ЛАТИНИЧКО СЛОВО C СА КАРОНОМ |
| Врста кодирања            | децимална                           | хексадецимална                      | децимална                         | хексадецимална                    |
| Уникод                    | 268                                 | U+010C                              | 269                               | U+010D                            |
| UTF-8                     | 196 140                             | C4 8C                               | 196 141                           | C4 8D                             |
| Нумеричка референца знака | &#268;                              | &#x10C;                             | &#269;                            | &#x10D;                           |